# Krišovská Liesková
Krišovská Liesková – wieś (obec) na Słowacji położona w kraju koszyckim, w powiecie Michalovce. Pierwsze wzmianki o miejscowości pochodzą z roku 1321. 
Według danych z dnia 31 grudnia 2012, wieś zamieszkiwało 919 osób, w tym 456 kobiet i 463 mężczyzn.
W 2001 roku rozkład populacji względem narodowości i przynależności etnicznej wyglądał następująco:
- Słowacy – 11,95%
- Romowie –3,43%
- Rusini – 0,12%
- Ukraińcy – 0,47%
- Węgrzy – 78,58%

Ze względu na wyznawaną religię struktura mieszkańców kształtowała się w 2001 roku następująco:
- Katolicy rzymscy – 25,21%
- Grekokatolicy – 10,18%
- Ewangelicy – 0,12%[a]
- Prawosławni – 0,12%
- Ateiści – 3,31%
- Nie podano – 5,44%